# Poplavna nizina
Poplavnom nizinom se u geomorfološkom smislu naziva područje omeđeno višim obalama u području koje se nalazi iznad razine mora a nije zatvoreno i iz nje postoji oticanje. Područje obično nastaje erozivnim djelovanjem jedne ili više rijeka koje protiču tim područjem.

## Definicija
Ovakve nizine su, obično velike, udubljenja u zemljinoj površini. Često su to izdužene i široke doline, koje se, za razliku od depresija, nalaze iznad razine mora, a za razliku od bazena, iz njih postoji oticanje tako da voda iz njih može oteči i završava u drugoj rijeci, moru, oceanu ili možda čak u jednom bazenu. Nalaze se najčešće unutar kopnenih masa, daleko od otvorenih mora, i u tim se područjima često oblikuju poplavna ili močvarna područja.

## Primjeri
- Niger u Massini, Mali, Afrika
- Pantanal u Brazilu, Boliviji i Paragvaju